# Long John Silver (álbum)
Long John Silver es el séptimo álbum de estudio de Jefferson Airplane, grabado y lanzado en 1972.

## Grabación
Después de varios proyectos solistas para Grunt Records, los miembros de Jefferson Airplane finalmente se reunieron en marzo de 1972 en el estudio desde que se lanzó el álbum Bark. Paul Kantner, Grace Slick, Jorma Kaukonen, Jack Casady, Joey Covington y Papa John Creach regresaron. Las sesiones en Wally Heider Studios continuaron por tres meses, pero las tensiones fueron altas y cada miembro grabó sus respectivas partes por separado.
Joey Covington dejó la banda durante las sesiones, el baterista de sesión veterano John Barbata (Crosby, Stills, Nash & Young) y Sammy Piazza (Hot Tuna), reemplazaron a Covington para el resto del proceso de grabación.
El álbum se completó en mayo y se programó su lanzamiento en julio. RCA obligó a la banda a cambiar el nombre de la canción "The Bastard Son of Jesus" quedando finalmente como "The Son of Jesus", también debieron borrar digitalmente la palabra "Bastard" en una de las últimas estrofas en donde dice "God loved the bastard son of Jesus", lo que hace que se escuche un silencio en esta parte de la grabación. Las versiones en vivo de la canción se realizaron con la letra original intacta.

## Lanzamiento y promoción
El álbum fue el menos exitoso desde su debut en 1966, alcanzando el puesto número 20 en la lista de álbumes Billboard.
Sin embargo, la banda realizó una gira promocional de dos meses por los Estados Unidos, su primera gira importante desde 1970. Comenzó en julio y contó con una nueva alineación que incluye Kantner, Slick, Kaukonen, Casady, Creach, Barbata y el exbajista de Quicksilver Messenger Service David Freiberg como vocalista/panderista adicional. Freiberg se hizo cargo de las partes de armonía de Marty Balin e "intentó mantener a la banda unida". La gira terminó en septiembre en el Winterland Ballroom de San Francisco. Las actuaciones en vivo del Chicago Auditorium Theatre y el Winterland fueron lanzadas en el álbum en vivo Thirty Seconds Over Winterland en 1973.

## Lista de canciones[4]
1. Long John Silver
2. Aerie (Gang of Eagles)
3. Twilight Double Leader
4. Milk Train
5. The Son of Jesus
6. Easter?
7. Trial by Fire
8. Alexander the Medium
9. Eat Starch Mom

## Posicionamiento en listas
| Lista (1972)                   | Máxima posición |
| ------------------------------ | --------------- |
| Canadá (RPM Album Chart)       | 16              |
| Japón (Oricon)                 | 82              |
| Estados Unidos (Billboard 200) | 20              |
| Reino Unido (UK Albums Chart)  | 30              |

## Integrantes
- Grace Slick – voz, piano
- Jack Casady – bajo
- Paul Kantner – voz, guitarra
- Jorma Kaukonen – guitar, voz
- Papa John Creach – violín
- John (Goatee) Barbata – batería, pandero
- Joey Covington – batería en "Twilight Double Leader" y "The Son of Jesus"
- Sammy Piazza – batería en "Trial by Fire"